# Hospital de Tavera
L'Hospital de Tavera, també conegut com a Hospital de Sant Joan Baptista, Hospital de Fora o simplement com a Hospital Tavera, és un important edifici d'estil renaixentista a la ciutat de Toledo. Va ser construït entre 1541 i 1603 per ordre del cardenal Tavera. Aquest hospital està dedicat a sant Joan Baptista i també va servir com panteó per al seu mecenes, el cardenal Tavera. Es va començar a construir sota la supervisió d'Alonso de Covarrubias, que va ser succeït per altres arquitectes i Bartolomé Bustamante va acabar l'obra.
La llunyania amb el nucli vell de la ciutat va fer que se li posés el sobrenom de l'«Hospital de Afuera», ja que dins de les muralles ja existia l'Hospital de Santa Creu.
L'edifici és propietat de la Casa de Medinaceli i a l'interior hi ha el Museu Fundación Lerma que alberga part de les col·leccions artístiques d'aquest llinatge.

## Descripció
El conjunt està compost per dos patis columnats, una església i el palau-museu, que inclou part de l'antic hospital.
L'aspecte de l'edifici és el d'un palau florentí renaixentista, exceptuant la portada, que es va construir al segle xviii, entre els anys 1760 i 1762. És un edifici regular amb façana encoixinada a la italiana, amb finestres equidistants i rectangulars al pis baix i semicirculars al superior, i al revés a les dels extrems. El conjunt està unit per dos patis bessons amb columnes, de dues altures, separats i units alhora per una doble arcada que els travessa cap a l'església.
La portada de l'església és de marbre genovès. L'interior presenta una sola nau i el creuer cobert per cúpula amb llanterna, sobre petxines i tambor, com la basílica del monestir d'El Escorial. Sota hi ha el sepulcre del Cardenal Tavera, obra realitzada en marbre blanc per Alonso Berruguete i acompanyat per altres escultures fúnebres. El retaule de l'església va ser projectat per El Greco i executat pel seu fill Jorge Manuel. L'orfebreria del sagrari és obra de Julio Pascual.

## El museu

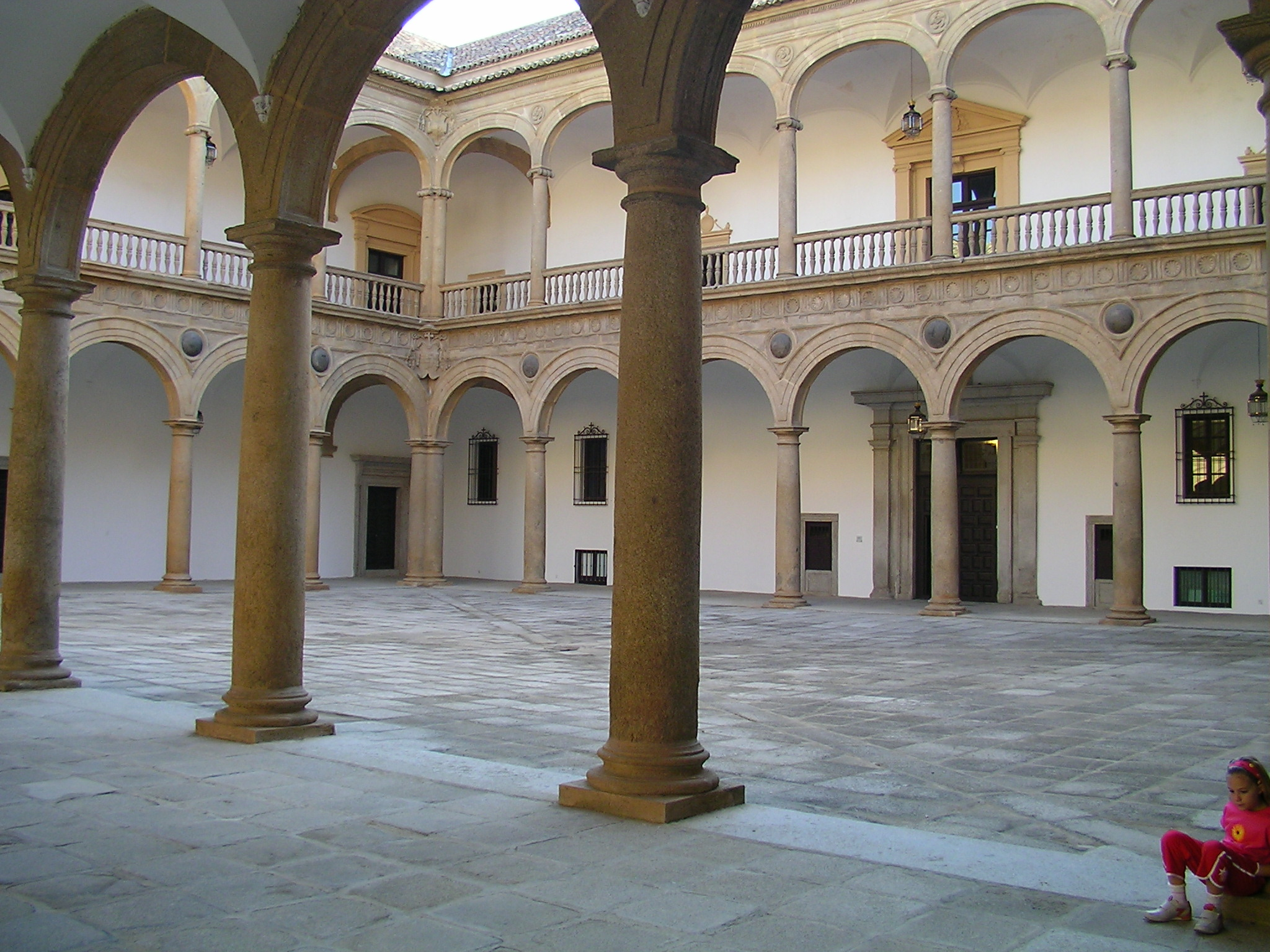
Arcada del pati interior de l'Hospital de Tavera

Al museu hi ha un gran arxiu de documents i s'hi conserven nombroses obres artístiques de gran valor: quadres d'El Greco, Ribera, Tintoretto, Luca Giordano, Tiziano, Snyders i Jacopo Bassano entre d'altres. Sobresurten un rar retrat de Zurbarán i una còpia del retrat eqüestre de Carles V a cavall a Mühlberg de Ticià (Museu del Prado) pintada per Sánchez Coello. Igualment excepcional és l'escultura del Crist Ressuscitat d'El Greco. A més allotja en les dependències l'edifici de l'antiga farmàcia de l'hospital i la Secció de la Noblesa de l'Arxiu Històric Nacional.

## Altres institucions que alberga l'edifici
L'Arxiu: El 1988 l'Estat va signar un conveni amb la casa ducal de Medinaceli, propietària de l'edifici, per la qual se cedia una part del mateix per albergar la Secció Noblesa de l'Arxiu Històric Nacional, que es va traslladar a Toledo i va començar a funcionar el 1993 en les noves dependències.
Es preveu transformar-lo en un arxiu independent, l'Arxiu General de la Noblesa, que funcionarà amb el mateix règim que altres Arxius generals de l'Estat, com l'Arxiu General d'Índies, o l'Arxiu General de Simancas, per exemple.
El Col·legi: El 1887 van arribar a l'Hospital les Filles de la Caritat per fer-se càrrec de la cura dels malalts, l'assistència a la sagristia de l'església de Sant Joan Baptista i l'ensenyament dels nens pobres. Així van néixer les escoles de Sant Joan Baptista, institució docent que continua existint en el mateix edifici on es va fundar, al segle xix, adaptada a la vigent Llei d'Educació.

## Escenari de cine
L'Hospital de Tavera ha estat emprat com a lloc de rodatge de pel·lícules, des de Viridiana i Tristana de Luis Buñuel fins a La conjura del Escorial, passant per la superproducció Els tres mosqueters de Richard Lester. També s'hi van rodar diverses escenes d'Águila roja, sèrie de TVE.